# Eugen Pusić
Eugen Pusić, hrvaški pravnik, pedagog in akademik, * 1916, Zagreb, † 2010.
Eugen Pusić je bil predavatelj na Pravni fakulteti v Zagrebu in član Hrvaške akademije znanosti in umetnosti.